# Lodigezja
Lodigezja (Loddigesia mirabilis) – gatunek małego ptaka z rodziny kolibrowatych (Trochilidae). Endemit Peru, bliski zagrożenia wyginięciem. Biologia tego kolibra jest słabo poznana.

## Taksonomia

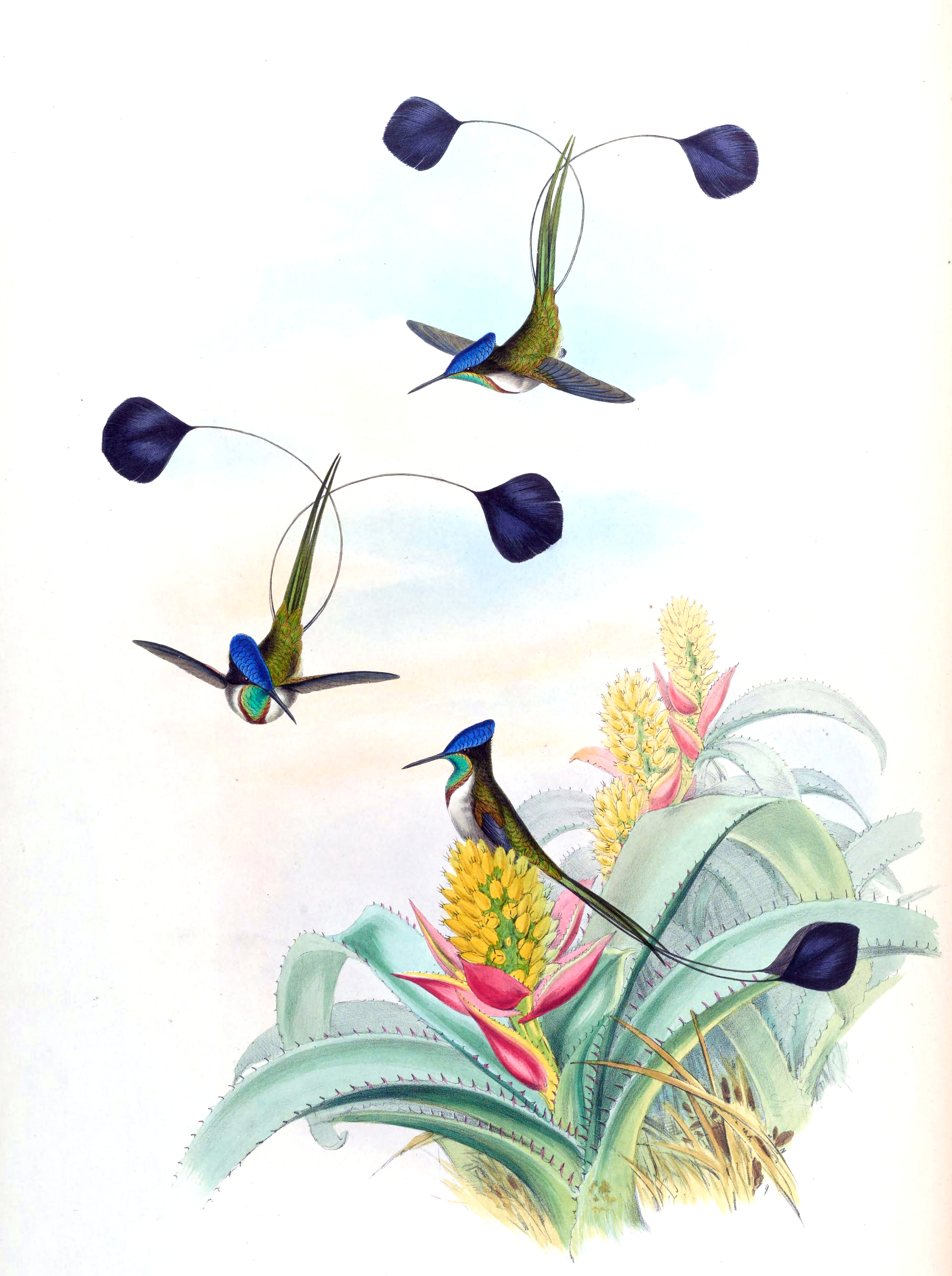
Samce lodigezji – ilustracja z A Monograph of the Trochilidae, or Family of Humming-birds Johna Goulda

Jedyny przedstawiciel rodzaju Loddigesia. Nazwa rodzajowa pochodzi od George’a Loddigesa (1786–1846) – brytyjskiego ogrodnika i przyrodnika, który m.in. badał kolibry. Epitet gatunkowy pochodzi z łaciny: mirabilis „cudowny” < mirari „podziwiać” < mirus „cudowny, zadziwiający”. Nie wyróżnia się podgatunków.

## Morfologia
Długość ciała: samiec 15–17 cm (w tym ogon 11–13 cm), samica 9–10 cm (w tym ogon 5–7 cm); masa ciała około 3 g.
Lodigezja ma tylko cztery w pełni rozwinięte sterówki. U samca dwie zewnętrzne sterówki mają długie oraz nagie stosiny, które są zagięte ku środkowi, tak że oba pióra krzyżują się między sobą. Końce tych piór są zwykle ozdobione szerokimi wachlarzami. Służą one do ozdoby i odgrywają istotną rolę w tańcu godowym. Długość oraz kształt piór ogonowych znacząco utrudniają samcowi latanie, dlatego co kilka sekund tańca musi odpoczywać. Samica ma ogon znacznie krótszy, ale też ozdobiony wachlarzami.

## Zasięg występowania i środowisko
Lodigezja żyje w Ameryce Południowej – jest endemitem północnego Peru. Jest spotykana jedynie na wschodnich zboczach doliny rzeki Utcubamba w górach Cordillera de Colán, choć istnieją też nieliczne doniesienia o stwierdzeniach tego gatunku w innych miejscach, część z nich jednak nie jest potwierdzona. Ptak ten zamieszkuje obrzeża górskich lasów (również wtórnych) i zarośla na wysokości 2100–2900 m n.p.m. (sporadycznie 1700–3700 m n.p.m.).

## Status zagrożenia
Międzynarodowa Unia Ochrony Przyrody (IUCN) od 2023 uznaje lodigezję za gatunek bliski zagrożenia (NT – Near Threatened). Wcześniej, od 2000 roku była uznawana za gatunek zagrożony (EN – Endangered), a od 1994 – za gatunek narażony (VU – Vulnerable). Liczebność populacji szacuje się na 1000–2499 dorosłych osobników, a trend liczebności populacji oceniany jest jako spadkowy. Do największych zagrożeń dla gatunku należy wylesianie oraz polowania przy użyciu procy na samce, których wysuszone serca uznawane są przez okoliczną ludność za afrodyzjak; polowania są też przyczyną tego, że w populacji przeważają samice i osobniki młodociane, a dorosłe samce są bardzo nieliczne.